# فردریک اشمیت
فردریک اشمیت یک هنرپیشه بریتانیایی است که در فیلم‌هایی نظیر مأموریت: غیرممکن - فال‌اوت (۲۰۱۸) و فرشته سقوط کرده (۲۰۱۹) نقش‌آفرینی کرده است. 

## فیلم‌شناسی

### فیلم
| سال  | عنوان                     | نقش              | نکته |
| ---- | ------------------------- | ---------------- | ---- |
| ۲۰۱۳ | ستاره‌دار                  | افسر جنتری       |      |
| ۲۰۱۴ | برف در بهشت               | دیو              |      |
| ۲۰۱۴ | رتبه دوم                  | جیسون            |      |
| ۲۰۱۶ | الیکتس                    | سید              |      |
| ۲۰۱۶ | بریمستون                  | کلانتر زک        |      |
| ۲۰۱۶ | کالئیدوسکوپ               | وسلی             |      |
| ۲۰۱۷ | نشانگر                    | مارلی دین جیکوبز |      |
| ۲۰۱۸ | مأموریت: غیرممکن - فال‌اوت | زولا             |      |
| ۲۰۱۸ | بیمار صفر                 | جو کاکر          |      |
| ۲۰۱۹ | فرشته سقوط کرده           | تراویس کول       |      |
| ۲۰۱۹ | انتظار برای آنیا          | بنجامین          |      |
| ۲۰۱۹ | آجر طلایی بزرگ            | پرسی             |      |

### تلویزیون
| سال     | عنوان    | نقش               | نکته                                         |
| ------- | -------- | ----------------- | -------------------------------------------- |
| ۲۰۱۶-۱۷ | سوپرگرل  | جان کوربن / متالو | فصل ۲، ۳ قسمت                                |
| ۲۰۱۷    | تابو     | تعقیب کننده       | فصل ۱، ۵ قسمت                                |
| ۲۰۱۷    | فلش      | متالو-اکس         | صدا، فصل ۴، قسمت: "بحران در زمین-اکس، بخش ۳" |
| ۲۰۲۰    | روانپزشک | گوگو ناکس         | فصل ۲                                        |